# Terry Walsh
Terry Walsh, född den 20 november 1953 i Kalgoorlie, Australien, är en australisk landhockeyspelare.
Han tog OS-silver i herrarnas landhockeyturnering i samband med de olympiska landhockeytävlingarna 1976 i Montréal.